# Palacio de Justicia del Condado de Menominee
El Palacio de Justicia del Condado de Menominee es un edificio gubernamental ubicado en la Décima Avenida entre las calles Octava y Décima en Menominee, una ciudad en el estado de Míchigan (Estados Unidos). Fue incluido en el Registro Nacional de Lugares Históricos en 1975 y designado Sitio Histórico del Estado de Míchigan en 1974.

## Historia

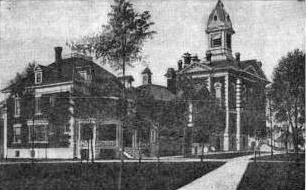
Palacio de justicia del condado de Menominee, c. 1911

El condado de Menominee se creó en 1863 e incluía en ese momento la tierra que ahora cubre los condados de Menominee, Iron y Dickinson. La sede del condado se estableció en Menominee, y rápidamente se construyeron una oficina del secretario y una cárcel. En 1874, los residentes del condado decidieron construir un palacio de justicia y se vendieron bonos para financiar la construcción.
Se encontró y compró un nuevo terreno en Menominee para el juzgado, y se contrató al arquitecto de Chicago Gurdon P. Randall. Los contratistas Cummings y Hagan fueron contratados para llevar a cabo la obra, y la construcción comenzó en 1874. El edificio se completó en 1875 a un costo de 29 680 dólares. Originalmente albergaba una cárcel en el primer piso, las oficinas del condado en el segundo piso y la sala de audiencias en el tercero.
Las adiciones se completaron en 1909 y 1938. La cárcel conectada original y la residencia del alguacil fueron demolidas más tarde en el siglo XX, y el edificio principal fue renovado a principios de la década de 1980.

## Descripción
Este eedificio neoclásico de tres pisos construido con ladrillos rojos está ubicado sobre un sótano de sillar con revestimiento de roca. Las paredes exteriores son muros de carga, mientras que las paredes interiores, los pisos y el techo están construidos con madera. Se ha agregado refuerzo adicional de hormigón y acero durante las renovaciones. El edificio está decorado con piedras sillares y marcapianos que separan los dos pisos superiores. Un techo a cuatro aguas con campanario y cúpula de madera remata el inmueble. El edificio tiene cuatro fachadas simétricas, cada una con pabellones ligeramente proyectados rematados por frontones triangulares. La fachada de entrada tiene un vestíbulo saliente que se agregó en una fecha posterior.
La estructura original medía 15 m por 18 m y tenía un área de 836 m², y a esta estaban conectadas la cárcel y la residencia del alguacil. La construcción de 1909 agregó una entrada de 5 m por 6 m, y 1938 se añadió una adición más sustancial al edificio. Con esas adiciones, su área actual es de 1858 m².